# Torneo de Charleston 2022
El Credit One Charleston Open 2022 fue un evento de tenis WTA 500 en la rama femenina. Se disputó en Estados Unidos, en el Family Circle Tennis Center de Daniel Island, Charleston, Carolina del Sur del 4 al 10 de abril.

## Distribución de puntos
| Modalidad           | Campeona | Finalista | Semifinales | Cuartos de final | 3ª ronda | 2ª ronda | 1ª ronda | Clasificadas | 2ª ronda de clasificación | 1ª ronda de clasificación |
| Individual femenino | 470      | 305       | 185         | 100              | 55       | 30       | 1        | 25           | 13                        | 1                         |
| Dobles femenino     | 470      | 305       | 185         | 100              | -        | -        | 1        | -            | -                         | -                         |

## Cabezas de serie

### Individuales femenino
| Tenista              | Ranking | Preclasificada |
| Aryna Sabalenka      | 5       | 1              |
| Paula Badosa         | 6       | 2              |
| Karolína Plíšková    | 8       | 3              |
| Ons Jabeur           | 10      | 4              |
| Elena Rybakina       | 18      | 5              |
| Jessica Pegula       | 21      | 6              |
| Leylah Fernandez     | 22      | 7              |
| Veronika Kudermétova | 23      | 8              |
| Madison Keys         | 26      | 9              |
| Belinda Bencic       | 28      | 10             |
| Petra Kvitová        | 32      | 11             |
| Alizé Cornet         | 36      | 12             |
| Sloane Stephens      | 38      | 13             |
| Ajla Tomljanović     | 39      | 14             |
| Amanda Anisimova     | 41      | 15             |
| Shuai Zhang          | 43      | 16             |

- Ranking del 21 de marzo de 2022.[2]

### Dobles femenino
| Tenista                       | Ranking | Preclasificada |
| Caroline Dolehide Shuai Zhang | 32      | 1              |
| Desirae Krawczyk Demi Schuurs | 37      | 2              |
| Andreja Klepač Magda Linette  | 58      | 3              |
| Lucie Hradecká Sania Mirza    | 69      | 4              |

- Ranking del 21 de marzo de 2022.[3]

## Campeonas

### Individual femenino
Belinda Bencic venció a  Ons Jabeur por 6-1, 5-7, 6-4

### Dobles femenino
Andreja Klepač /  Magda Linette vencieron a  Lucie Hradecká /  Sania Mirza por 6-2, 4-6, [10-7]